# Toui de Deville
Brotogeris cyanoptera
Espèce
Statut de conservation UICN

 LC  : Préoccupation mineure
Statut CITES
Le Toui de Deville (Brotogeris cyanoptera) est une espèce d'oiseaux appartenant à la famille des Psittacidae.
Son nom commémore Émile Deville (1824-1853).

## Description
Cet oiseau mesure environ 18 cm, nettement plus petit que le Touï tirica (taille plus modeste liée à l'absence de longues rectrices centrales) auquel il ressemble beaucoup. Il s'en distingue également par la présence de marques jaunes autour du bec et sur les épaules et par les rémiges bleu cobalt.

## Sous-espèces
D'après la classification de référence (version 5.1, 2015) du Congrès ornithologique international, cette espèce est constituée des sous-espèces suivantes (ordre phylogénique) :
- Brotogeris cyanoptera cyanoptera ;
- Brotogeris cyanoptera gustavi ;
- Brotogeris cyanoptera beniensis.

## Répartition
Cet oiseau est très répandu en Colombie, Équateur, Brésil, Pérou et Bolivie.